# Penajoia
Penajoia (pré-AO 1990: Penajóia) é uma povoação portuguesa sede da Freguesia de Penajoia do Município de Lamego, freguesia com 10,13 km² de área e 804 habitantes (censo de 2021), tendo, por isso, uma densidade populacional de 79,4 hab./km².
Foi sede de concelho em data desconhecida e recebeu foral de D. Manuel I em 15 de julho de 1514.

## Demografia
A população registada nos censos foi:
| Distribuição da População por Grupos Etários | Distribuição da População por Grupos Etários | Distribuição da População por Grupos Etários | Distribuição da População por Grupos Etários | Distribuição da População por Grupos Etários |
| -------------------------------------------- | -------------------------------------------- | -------------------------------------------- | -------------------------------------------- | -------------------------------------------- |
| Ano                                          | 0-14 Anos                                    | 15-24 Anos                                   | 25-64 Anos                                   | > 65 Anos                                    |
| 2001                                         | 183                                          | 201                                          | 617                                          | 249                                          |
| 2011                                         | 123                                          | 104                                          | 550                                          | 246                                          |
| 2021                                         | 70                                           | 70                                           | 411                                          | 253                                          |

## Património
- Igreja Paroquial de Nossa Senhora de Fátima
- Capela de Nossa Senhora da Ajuda
- Igreja de Santíssimo Salvador
- Marco granítico n.º 87[7]
- Albergaria de D. Mafalda e Palacete Moura Coutinho[8]